# ラプラスにのって
「ラプラスにのって」は、カスミ（飯塚雅弓）・ラプラス（愛河里花子）のシングル。1999年8月21日にリリースされた。発売元・販売元はメディアファクトリー（ZMDP-1026）、レーベルはピカチュウレコードである。

## 概要
- テレビアニメ『ポケットモンスター』の6代目エンディングテーマとして第105話から第116話まで使用された。使用された期間は通称『オレンジ諸島編』と呼ばれる南国の島々を旅する物語であったため、曲とアニメがマッチングしている。後に『ポケットモンスター サイドストーリー』第2話、第11話、第16話や『ポケットモンスター めざせポケモンマスター』第7話のエンディングテーマとして使用された[1]。
- カップリング曲「みんなであるこう！」は、サトシ（松本梨香）・ピカチュウ（大谷育江）・カスミ（飯塚雅弓）・トゲピー（こおろぎさとみ）・タケシ（上田祐司）・ロコン（愛河里花子）・ケンジ（関智一）・マリル（かないみか）という当時のポケモン主人公メンバーが歌う豪華な曲となっている。曲の構成としてはそれぞれが自分のパートごとにパートナーのポケモンと歌うというもの。途中にショートドラマ（このショートドラマパートはアニメ『ポケットモンスター』シリーズのアソシエイトプロデューサー・吉川兆二がシナリオを書いている）が挿入され、最後は全員による合唱で締められる。曲の合間や最後にはフシギダネ（林原めぐみ）の声が入っている。同曲はベストアルバム『松本梨香が歌うポケモンソングベスト』に収録された。
- ショートドラマはサトシ・カスミ・タケシ・ケンジの4人で旅をしていることになっているが、アニメ本編ではこのメンバーで一緒に旅をしていない。

## 収録曲
（全作詞：川村久仁美、作曲・編曲：たなかひろかず）
1. ラプラスにのって [3:50]
歌：カスミ（飯塚雅弓）・ラプラス（愛河里花子）
  - テレビアニメ『ポケットモンスター』6代目エンディングテーマ
2. みんなであるこう！ [3:11]
歌：サトシ（松本梨香）・ピカチュウ（大谷育江）・カスミ（飯塚雅弓）・トゲピー（こおろぎさとみ）・タケシ（上田祐司）・ロコン（愛河里花子）・ケンジ（関智一）・マリル（かないみか）
  - テレビアニメ『ポケットモンスター』イメージソング
3. ラプラスにのって（オリジナルカラオケ） [3:50]